# Capasa festivaria
Capasa festivaria là một loài bướm đêm trong họ Geometridae.